# Dicranostyles laxa
Dicranostyles laxa är en vindeväxtart som beskrevs av Adolpho Ducke. Dicranostyles laxa ingår i släktet Dicranostyles och familjen vindeväxter. Inga underarter finns listade i Catalogue of Life.